# Georges Couthon
Georges Couthon (22 de dezembro de 1755, Orcet — 28 de julho de 1794, Paris) foi um político francês, personalidade da Revolução Francesa e amigo de Robespierre.
Advogado, presidente do tribunal civil de Clermont-Ferrand em 1790, foi eleito deputado em 1791 na Assembléia Legislativa, depois na Convenção Nacional, membro do grupo denominado "La Montaigne".  Ele se alia a Robespierre e Saint-Just, formando o famoso «triunvirato» acusado, por seus adversários, de tramar a ditadura. Couthon contribui com a queda dos Girondinos e é um dos redatores da Constituição em 1793.
Sua saúde tinha sido comprometida por conta de uma noite passada dentro de um barril de água gelada, para preservar a honra de uma mulher que ele amava.(carece de fontes)
Foi iniciado na Franco Maçonaria, na loja Saint Maurice, no dia 11 de dezembro de 1786.
A partir de 10 de julho de 1793, torna-se membro do Comitê de Salvação Pública, com Robespierre e Saint-Just. Ele é enviado, em missão, para Clermont, depois para Lyon, onde inicia uma repressão moderada que, após o seu retorno a Paris, torna-se extremamente violenta sob a coordenação de Collot D´Herbois e de Joseph Fouché.
Couthon, relator da lei do 22 Prairial – que priva os acusados do direito de defesa - reorganiza o Tribunal revolucionário e dá início ao chamado Grande Terror, período em que houve o aumento das decapitações na França.
Foi guilhotinado em 10 Thermidor (calendário revolucionário), junto com Robespierre, fiel até a morte aos seus ideais e à sua amizade.